# ZNF670
ZNF670 (англ. Zinc finger protein 670) – білок, який кодується однойменним геном, розташованим у людей на 1-й хромосомі. Довжина поліпептидного ланцюга білка становить 389 амінокислот, а молекулярна маса — 44 603.
| 10         |  | 20         |  | 30         |  | 40         |  | 50         |
| ---------- |  | ---------- |  | ---------- |  | ---------- |  | ---------- |
| MDSVSFEDVA |  | VAFTQEEWAL |  | LDPSQKNLYR |  | DVMQEIFRNL |  | ASVGNKSEDQ |
| NIQDDFKNPG |  | RNLSSHVVER |  | LFEIKEGSQY |  | GETFSQDSNL |  | NLNKKVSTGV |
| KPCECSVCGK |  | VFICHSALHR |  | HILSHIGNKL |  | FECEECPEKL |  | YHCKQCGKAF |
| ISLTSVDRHM |  | VTHTSNGPYK |  | GPVYEKPFDF |  | PSVFQMPQST |  | YTGEKTYKCK |
| HCDKAFNYSS |  | YLREHERTHT |  | GEKPYACKKC |  | GKSFTFSSSL |  | RQHERSHTGE |
| KPYECKECGK |  | AFSRSTYLGI |  | HERTHTGEKP |  | YECIKCGKAF |  | RCSRVLRVHE |
| RTHSGEKPYE |  | CKQCGKAFKY |  | SSNLCEHERT |  | HTGVKPYGCK |  | ECGKSFTSSS |
| ALRSHERTHT |  | GEKPYECKKC |  | GKAFSCSSSL |  | RKHERAYMW  |  |            |

A: Аланін

C: Цистеїн

D: Аспарагінова кислота

E: Глутамінова кислота

F: Фенілаланін

G: Гліцин

H: Гістидин

I: Ізолейцин

K: Лізин

L: Лейцин

M: Метіонін

N: Аспарагін

P: Пролін

Q: Глутамін

R: Аргінін

S: Серин

T: Треонін

V: Валін

W: Триптофан

Кодований геном білок за функцією належить до фосфопротеїнів. 
Задіяний у таких біологічних процесах, як транскрипція, регуляція транскрипції. 
Білок має сайт для зв'язування з іонами металів, іоном цинку, ДНК. 
Локалізований у ядрі.